# Lochem (gemeente)
Lochem is een gemeente in de Nederlandse provincie Gelderland. De gemeente telt 34.289 inwoners (22 november 2024, bron: opgave gemeente) en heeft een oppervlakte van 215,19 km² (waarvan 2,59 km² water). Hoofdplaats is de stad Lochem.

## Geografie

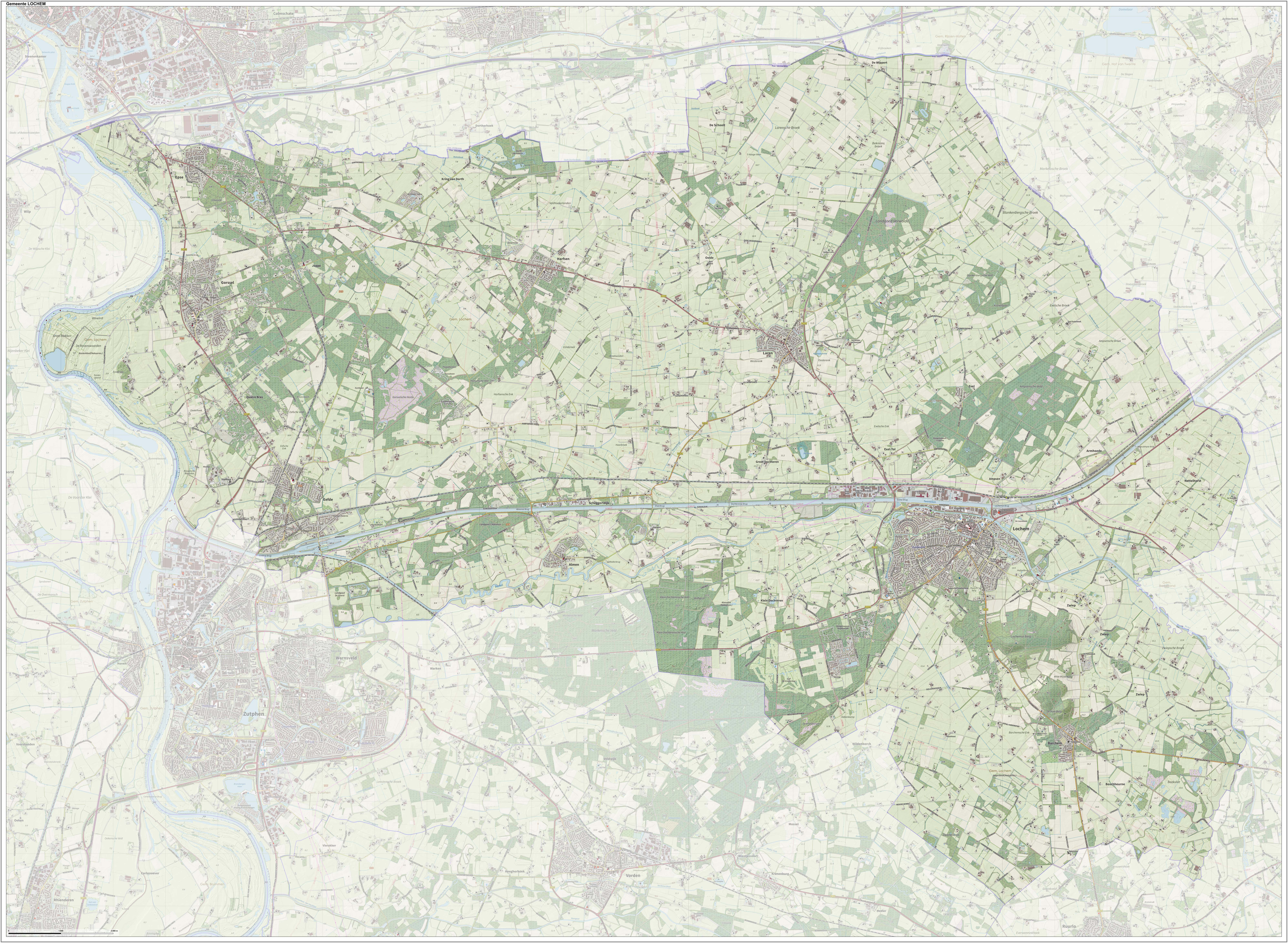
Topografische gemeentekaart van Lochem.

De gemeente Lochem ligt ten oosten van de rivier de IJssel en grenst in het noorden aan de provincie Overijssel. Grotere plaatsen in de buurt zijn de stad Deventer in noordwestelijke richting en de stad Zutphen in zuidwestelijke richting.

### Kernen
| Woonplaats (BAG) | Inwoners 2023 |
| ---------------- | ------------- |
| Almen            | 1.245         |
| Barchem          | 1.765         |
| Eefde            | 4.470         |
| Epse             | 2.070         |
| Gorssel          | 3.995         |
| Harfsen          | 1.820         |
| Joppe            | 430           |
| Kring van Dorth  | 315           |
| Laren            | 4.320         |
| Lochem           | 13.880        |

De plaatsen Exel, Oolde en Zwiep worden niet als kern aangemerkt (d.w.z. ze hebben geen eigen woonplaats- en postcode).
- Zie Wijken en buurten in Lochem

### Natuur
Een deel van het grondgebied van Lochem bestaat uit een stuwwal, waarvan het hoogste punt wordt gevormd door de beboste 49 meter hoge Lochemse Berg. Zuidoostelijk hiervan ligt de Kale Berg en noordelijk de Paaschberg. Een groot gedeelte van de stuwwal is natuurgebied.
Het Pieterpad, een bekend langeafstandswandelpad, doet de gemeente Lochem aan.

## Geschiedenis
Op 1 augustus 1971 ging de gemeente Laren, die naast Laren ook Barchem omvatte, op in de nieuwe gemeente Lochem.
Op 1 januari 2005 werden de gemeenten Gorssel en Lochem (Lochem-Laren-Barchem) samengevoegd tot een nieuwe gemeente Lochem.
°°° Wapen van Lochem °°°
Onder de hertogelijke kroon van Gelder vier velden, langs de ene diagonaal op blauw de Gelderse leeuw en de stadspoort, langs de andere op geel drie rozen en drie walnoten.

### Monumenten
De gemeente Lochem telt tientallen rijksmonumenten en een aantal oorlogsmonumenten:
- Lijst van rijksmonumenten in Lochem (gemeente)
- Lijst van gemeentelijke monumenten in Lochem (gemeente)
- Lijst van oorlogsmonumenten in Lochem

### Kunst in de openbare ruimte
In de gemeente zijn diverse beelden, sculpturen en objecten geplaatst in de openbare ruimte, zie:
- Lijst van beelden in Lochem

## Politiek

### Gemeenteraad
De gemeenteraad van Lochem bestaat uit 23 zetels. Hieronder de behaalde zetels per partij bij de gemeenteraadsverkiezingen sinds 2004:
| Gemeenteraadszetels  | Gemeenteraadszetels | Gemeenteraadszetels | Gemeenteraadszetels | Gemeenteraadszetels | Gemeenteraadszetels |
| Partij               | 2004                | 2010                | 2014                | 2018                | 2022                |
| -------------------- | ------------------- | ------------------- | ------------------- | ------------------- | ------------------- |
| Gemeentebelangen     | 8 (3)1              | 4                   | 5                   | 6                   | 8                   |
| VVD                  | 3 (8)1              | 5                   | 4                   | 4                   | 3                   |
| GroenLinks           | 2                   | 3                   | 3                   | 4                   | 2                   |
| CDA                  | 4                   | 4                   | 4                   | 3                   | 2                   |
| PvdA                 | 5                   | 4                   | 3                   | 3                   | 2                   |
| D66                  | 1                   | 3                   | 4                   | 2                   | 2                   |
| Meedenken met Lochem | -                   | -                   | -                   | 1                   | 2                   |
| LochemGroen!         | -                   | -                   | -                   | -                   | 2                   |
| Totaal               | 23                  | 23                  | 23                  | 23                  | 23                  |

1 In 2005 stapten 5 raadsleden van Gemeentebelangen over naar de VVD.

### College van B&W
Het college van burgemeester en wethouders is als volgt samengesteld:
Waarnemend burgemeester met ingang van 31 maart 2025:
- Frans Backhuijs (VVD)

Wethouders met ingang van 28 mei 2022:
- Marja Eggink (Gemeentebelangen)
- Wendy Goodin (Gemeentebelangen)
- Ria Leliveld (VVD)
- Lex de Goede (Meedenken met Lochem))

## Aangrenzende gemeenten
| Aangrenzende gemeenten | Aangrenzende gemeenten | Aangrenzende gemeenten | Aangrenzende gemeenten | Aangrenzende gemeenten |
| ---------------------- | ---------------------- | ---------------------- | ---------------------- | ---------------------- |
| Deventer (O)           |                        | Rijssen-Holten (O)     |                        | Hof van Twente (O)     |
|                        |                        |                        |                        |                        |
| Voorst                 |                        |                        |                        |                        |
|                        |                        |                        |                        |                        |
| Zutphen                |                        | Bronckhorst            |                        | Berkelland             |